# Дайо, Иссуфу
Иссуфу́ Сельсаво́н Дайо́ (фр. Issoufou Sellsavon Dayo; род. 6 августа 1991, Бобо-Диуласо) — буркинийский футболист, защитник марокканского клуба «Ренессанс Беркан» и сборной Буркина-Фасо по футболу.

## Карьера

### Игровая карьера
Начал профессиональную карьеру в ФК «Бобо-Диуласо», за который играл с 2011 по 2013 годы.
По окончании сезона перешёл в «Этуаль Филант», в составе которого в 2014 году выиграл чемпионат Буркина-Фасо.
По окончании сезона 2013/14 перешёл в конголезский клуб «Вита», в котором отыграл два сезона, выиграв в 2015 году чемпионат страны.
В 2016 году перешёл в марокканский «Ренессанс Беркан», в составе которого в 2018 и 2021 годах выиграл два Кубка Марокко. Помимо двух кубков страны выиграл два Кубка Конфедераций КАФ (2020, 2022), а также Суперкубок КАФ в 2022 году.

### Международная
В 2017 году в составе сборной Буркина-Фасо по футболу играл на Кубке африканских наций, на котором «жеребцы» впервые в истории завоевали бронзу, что стало одним из лучших результатов в истории сборной.
Через четыре года Дайо был включен в состав сборной на Кубке африканских наций 2021 года, по итогам турнира сборная Буркина-Фасо заняла итоговое четвёртое место.

## Достижения
«Этуаль Филант»
- Чемпион Буркина-Фасо: 2014

«Вита»
- Чемпион ДР Конго: 2015

«Ренессанс Беркан»
- Кубок Марокко (2): 2018, 2021
- Кубок Конфедерации КАФ (2): 2020, 2022
- Суперкубок КАФ: 2022